# La Paulée de la Côte Chalonnaise
La Paulée de la Côte Chalonnaise est une fête traditionnelle viticole célébrant la fin des vendanges dans la région de la Côte chalonnaise en Bourgogne. Elle se déroule chaque année en octobre à Chalon-sur-Saône et dans les villages viticoles environnants. 

## Origine et tradition
L'origine du mot « paulée » proviendrait du patois « paule » signifiant « pelle ». Il s'agirait de la dernière pelle de raisins versée dans le pressoir, symbolisant la fin des vendanges. Traditionnellement, la paulée était un repas offert par les propriétaires viticoles à leurs vendangeurs pour les remercier de leur travail. 
Dans les années 1920, la Paulée de Meursault est devenue une fête populaire célébrant le patrimoine viticole de la région.
La Paulée de la Côte Chalonnaise a été co-fondée en 2000 par deux confréries : la Confrérie Saint-Vincent et disciples de la Chanteflûte de Mercurey et la Confrérie des Embrasseurs du Fin Goulôt de Montagny.

## Déroulement des festivités
La Paulée de la Côte Chalonnaise se déroule sur plusieurs jours et comprend différents événements :
- Un parcours de dégustation dans le centre-ville de Chalon-sur-Saône
- Un défilé des confréries vineuses
- Une messe solennelle en l'honneur de Saint Vincent, patron des vignerons
- Des intronisations par les confréries
- Un dîner de gala
- Des dégustations et animations musicales dans les rues

## Aspects culturels
La Paulée met à l'honneur les vins de la Côte Chalonnaise, notamment les appellations Montagny, Mercurey, Givry, Rully et Bouzeron. Elle s'accompagne également d'expositions photographiques, Chalon-sur-Saône étant la ville natale de Nicéphore Niépce, inventeur de la photographie.